# Fliunte

Mapa do Istmo de Corinto, onde é possível ver Fliunte a esquerda

Fliunte, Flios ou Flio (em grego clássico: Φλιοῦς or Φλειοῦς) era uma cidade grega da Antiguidade, localizada no noroeste da Argólida, no Peloponeso. Embora estivesse próxima, geograficamente, a Argos, tornou-se uma aliada de Esparta, e fez parte da Liga do Peloponeso.
Como tantas outras cidades da Grécia Antiga, Fliunte sofreu com uma guerra civil entre facções democráticas e oligárquicas, durante o século IV a.C.; as forças democráticas ganharam o controle, inicialmente, e mandaram seus oponentes para o exílio; em 380 a.C., no entanto, um exército espartano, sob o comando de Agesilau II, sitiou a cidade por vinte meses e forçou eventualmente os habitantes a aceitarem o governo oligárquico.

## Mitologia
Segundo a lenda local relatada por Pausânias, o primeiro habitante da região se chamava Aras, e nasceu do solo (autóctone). Ele fundou uma cidade no lugar que passou a se chamar Monte Arantino, não muito distante do monte onde fica a cidadela de Fliunte e o santuário de Hebe. A cidade fundada por Aras, assim como a região, se chamavam então Arância. Durante o reinado de Aras, Asopo, filho de Celusa e Posidão, descobriu o rio que passou a ser chamado de Asopo.